# Americhelidium rectipalmum
Americhelidium rectipalmum är en kräftdjursart som först beskrevs av Mills 1962.  Americhelidium rectipalmum ingår i släktet Americhelidium och familjen Oedicerotidae. Inga underarter finns listade i Catalogue of Life.